# Torneo Anual 2017 (Catamarca)
El Torneo Anual "30 Años de Radio Valle Viejo" 2017, perteneciente a Liga Catamarqueña de Fútbol, otorga 2 plazas al Torneo Federal C 2018. Además luego de más de 20 años, volverá la Primera B a la Liga, habrá en total 6 descensos y en esta categoría quedaran solamente 10 equipos.
El Fixture se realizó el Martes 8 de agosto en la sede de la Liga, con el Consejo Ejecutivo.

## Formato

### Competición
- El torneo se jugará con el sistema de Todos Contra Todos.
- El equipo que se consagre campeón, clasificará directamente al Federal C
- Los equipos que se ubiquen en las primeras 4 posiciones en la Tabla Conjunta 2017, jugarán el Petit Torneo.
- El ganador del Petit Torneo jugará una final contra Villa Cubas que es el campeón actual del Torneo Apertura, para determinar la segunda llave al Federal C. En el caso de que Villa Cubas gane el Torneo Anual, quién lo reemplazará será Defensores del Norte por haber sido el subcampeón.

### Descensos
- Los equipos que se ubiquen en los últimos 5 puestos de la Tabla de Promedios, descenderán y jugarán el Torneo Apertura 2017 (Primera B) - Liga Catamarqueña.
- Independiente de Huillapima arrancará el 2018 automáticamente en la segunda división, por ser el último equipo afiliado.

## Equipos
| Equipo                                              | Barrio                    |
| --------------------------------------------------- | ------------------------- |
| Club Deportivo Américo Tesorieri                    | B° Marco Avellaneda       |
| Club Deportivo Chacarita                            | B° La Chacarita           |
| Club Atlético Defensores del Norte                  | B° Piloto                 |
| Club Atlético Estudiantes de La Tablada             | B° La Tablada             |
| Club Sportivo Ferrocarriles del Estado de Chumbicha | B° Centro (Chumbicha)     |
| Club Atlético Independiente (Capital)               | B° Centro (Capital)       |
| Club Atlético Independiente (Huillapima)            | B° España (Huillapima)    |
| Asociación Juventud Unida de Santa Rosa             | B° 250 V.V.               |
| Club Social y Deportivo Parque Daza                 | B° Villa Parque Chacabuco |
| Club Atlético Policial                              | B° La Tablada             |
| Club Atlético Rivadavia                             | Ciudad de Huillapima      |
| Club Deportivo Salta Central                        | B° Fariñango              |
| Club Atlético San Lorenzo de Alem                   | B° Los Ejidos             |
| Club Atlético Sarmiento                             | B° Las Margaritas         |
| Club Atlético Vélez Sarsfield                       | B° Centro (Capital)       |
| Club Sportivo Villa Cubas                           | B° Villa Cubas            |

## Estadios
Estadio perteneciente a la Liga Catamarqueña, con una capacidad para 8.500 personas.
Este complejo deportivo pertenece a la Municipalidad de Capayán, se ubica en la localidad de Chumbicha y tiene una capacidad para aproximadamente 3.000 personas.

## Tabla de posiciones
| Pos. | Equipo                       | Pts. | PJ | PG | PE | PP | GF | GC | Dif. |
| ---- | ---------------------------- | ---- | -- | -- | -- | -- | -- | -- | ---- |
| 01.º | Américo Tesorieri            | 38   | 15 | 12 | 2  | 1  | 45 | 18 | 27   |
| 02.º | Defensores del Norte         | 36   | 15 | 11 | 3  | 1  | 45 | 13 | 32   |
| 03.º | Villa Cubas                  | 32   | 15 | 10 | 2  | 3  | 48 | 19 | 29   |
| 04.º | Juventud Unida de Santa Rosa | 32   | 15 | 10 | 2  | 3  | 29 | 17 | 12   |
| 05.º | Ferrocarriles (Chumbicha)    | 27   | 15 | 8  | 3  | 4  | 26 | 25 | 1    |
| 06.º | San Lorenzo de Alem          | 24   | 15 | 7  | 3  | 5  | 31 | 27 | 4    |
| 07.º | Vélez Sarsfield              | 24   | 15 | 7  | 3  | 5  | 21 | 19 | 2    |
| 08.º | Policial                     | 24   | 15 | 7  | 3  | 5  | 21 | 22 | −1   |
| 09.º | Independiente (Capital)      | 20   | 15 | 6  | 2  | 7  | 21 | 18 | 3    |
| 10.º | Rivadavia (Huillapima)       | 19   | 15 | 5  | 4  | 6  | 18 | 22 | −4   |
| 11.º | Salta Central                | 17   | 15 | 5  | 2  | 8  | 29 | 32 | −3   |
| 12.º | Chacarita                    | 16   | 15 | 4  | 4  | 7  | 23 | 29 | −6   |
| 13.º | Estudiantes de La Tablada    | 7    | 15 | 1  | 4  | 10 | 18 | 39 | −21  |
| 14.º | Parque Daza                  | 7    | 15 | 1  | 4  | 10 | 14 | 39 | −25  |
| 15.º | Independiente (Huillapima)   | 6    | 15 | 0  | 6  | 9  | 10 | 33 | −23  |
| 16.º | Sarmiento                    | 6    | 15 | 1  | 3  | 11 | 15 | 46 | −31  |

|  | El equipo que ocupe esta posición se consagra campeón y clasifica al Torneo Federal C 2018 |

### Evolución de las posiciones
| Equipo / Fecha             | 1    | 2    | 3    | 4    | 5    | 6    | 7    | 8    | 9    | 10   | 11   | 12   | 13   | 14   | 15   |
| -------------------------- | ---- | ---- | ---- | ---- | ---- | ---- | ---- | ---- | ---- | ---- | ---- | ---- | ---- | ---- | ---- |
| Américo Tesorieri          | 06.° | 08.° | 08.° | 06.° | 06.° | 03.° | 02.° | 02.° | 02.° | 02.° | 02.° | 01.° | 01.° | 01.° | 01.° |
| Chacarita                  | 10.° | 05.° | 03.° | 05.° | 05.° | 06.° | 09.° | 10.° | 10.° | 12.° | 12.° | 12.° | 11.° | 11.° | 12.° |
| Defensores del Norte       | 01.° | 02.° | 04.° | 02.° | 01.° | 01.° | 01.° | 01.° | 01.° | 01.° | 01.° | 01.° | 02.° | 02.° | 02.° |
| Estudiantes de La Tablada  | 15.° | 16.° | 16.° | 16.° | 16.° | 16.° | 13.° | 13.° | 13.° | 13.° | 13.° | 13.° | 13.° | 13.° | 13.° |
| Ferrocarriles              | 02.° | 01.° | 05.° | 03.° | 02.° | 02.° | 03.° | 03.° | 03.° | 04.° | 03.° | 03.° | 04.° | 05.° | 05.° |
| Independiente (Capital)    | 05.° | 07.° | 11.° | 10.° | 11.° | 10.° | 07.° | 09.° | 07.° | 07.° | 09.° | 09.° | 10.° | 09.° | 09.° |
| Independiente (Huillapima) | 08.° | 14.° | 15.° | 15.° | 15.° | 13.° | 14.° | 15.° | 15.° | 14.° | 15.° | 15.° | 15.° | 15.° | 15.° |
| Juventud Unida             | 03.° | 06.° | 06.° | 07.° | 07.° | 07.° | 08.° | 06.° | 08.° | 05.° | 05.° | 05.° | 05.° | 04.° | 04.° |
| Parque Daza                | 14.° | 13.° | 13.° | 13.° | 13.° | 14.° | 15.° | 16.° | 16.° | 16.° | 16.° | 16.° | 16.° | 16.° | 14.° |
| Policial                   | 04.° | 03.° | 01.° | 04.° | 03.° | 04.° | 06.° | 04.° | 06.° | 08.° | 06.° | 07.° | 08.° | 08.° | 08.° |
| Rivadavia                  | 11.° | 09.° | 07.° | 11.° | 10.° | 12.° | 12.° | 12.° | 12.° | 11.° | 11.° | 10.° | 09.° | 10.° | 10.° |
| Salta Central              | 09.° | 12.° | 12.° | 12.° | 12.° | 11.° | 10.° | 08.° | 12.° | 10.° | 10.° | 11.° | 12.° | 12.° | 11.° |
| San Lorenzo de Alem        | 12.° | 10.° | 09.° | 08.° | 08.° | 08.° | 05.° | 07.° | 05.° | 06.° | 08.° | 06.° | 07.° | 07.° | 06.° |
| Sarmiento                  | 13.° | 11.° | 14.° | 14.° | 14.° | 15.° | 16.° | 14.° | 14.° | 15.° | 14.° | 14.° | 14.° | 14.° | 16.° |
| Vélez Sarsfield            | 16.° | 15.° | 10.° | 09.° | 09.° | 09.° | 11.° | 11.° | 11.° | 09.° | 07.° | 08.° | 06.° | 06.° | 07.° |
| Villa Cubas                | 07.° | 04.° | 02.° | 01.° | 04.° | 05.° | 04.° | 05.° | 04.° | 03.° | 04.° | 04.° | 03.° | 03.° | 03.° |

| 1. |

## Resultados
| Salta Central        | 2 - 2 | Independiente (H) | Malvinas Argentinas        | 18 de agosto | 14:15 |
| San Lorenzo de Alem  | 2 - 3 | Policial          | Malvinas Argentinas        | 18 de agosto | 16:15 |
| Chacarita            | 0 - 0 | Rivadavia (H)     | Malvinas Argentinas        | 19 de agosto | 14:15 |
| Villa Cubas          | 3 - 3 | Américo Tesorieri | La Leonera                 | 19 de agosto | 15:30 |
| Ferrocarriles        | 3 - 1 | Estudiantes       | Polideportivo de Chumbicha | 19 de agosto | 16:00 |
| Defensores del Norte | 3 - 0 | Vélez Sarsfield   | Malvinas Argentinas        | 19 de agosto | 16:15 |
| Parque Daza          | 0 - 1 | Independiente (C) | La Leonera                 | 21 de agosto | 14:15 |
| Juventud Unida       | 3 - 2 | Sarmiento         | La Leonera                 | 21 de agosto | 16:15 |

| Policial          | 1 - 0 | Salta Central        | Malvinas Argentinas        | 25 de agosto | 14:15 |
| Independiente (H) | 0 - 2 | Ferrocarriles        | Polideportivo de Chumbicha | 25 de agosto | 15:30 |
| Rivadavia (H)     | 1 - 1 | San Lorenzo de Alem  | Malvinas Argentinas        | 25 de agosto | 16:15 |
| Américo Tesorieri | 2 - 2 | Vélez Sarsfield      | Malvinas Argentinas        | 26 de agosto | 14:15 |
| Sarmiento         | 1 - 1 | Parque Daza          | La Leonera                 | 26 de agosto | 14:15 |
| Independiente (C) | 0 - 1 | Chacarita            | La Leonera                 | 26 de agosto | 16:15 |
| Estudiantes       | 0 - 3 | Villa Cubas          | Malvinas Argentinas        | 26 de agosto | 16:15 |
| Juventud Unida    | 0 - 1 | Defensores del Norte | Malvinas Argentinas        | 27 de gosto  | 16:15 |

| Chacarita            | 5 - 0 | Sarmiento         | Malvinas Argentinas        | 1 de septiembre | 14:30 |
| Villa Cubas          | 6 - 0 | Independiente (H) | La Leonera                 | 1 de septiembre | 15:30 |
| Parque Daza          | 0 - 2 | Juventud Unida    | Malvinas Argentinas        | 1 de septiembre | 16:30 |
| San Lorenzo de Alem  | 3 - 2 | Independiente (C) | Malvinas Argentinas        | 2 de septiembre | 14:30 |
| Salta Central        | 0 - 2 | Rivadavia (H)     | La Leonera                 | 2 de septiembre | 14:30 |
| Ferrocarriles        | 1 - 3 | Policial          | Polideportivo de Chumbicha | 2 de septiembre | 15:30 |
| Defensores del Norte | 1 - 2 | Américo Tesorieri | Malvinas Argentinas        | 2 de septiembre | 16:30 |
| Vélez Sarsfield      | 1 - 0 | Estudiantes       | La Leonera                 | 2 de septiembre | 16:30 |

| Estudiantes       | 2 - 6 | Américo Tesorieri    | Malvinas Argentinas | 8 de septiembre  | 14:30 |
| Rivadavia (H)     | 0 - 1 | Ferrocarriles        | La Leonera          | 8 de septiembre  | 14:30 |
| Parque Daza       | 1 - 2 | Defensores del Norte | La Leonera          | 8 de septiembre  | 16:30 |
| Juventud Unida    | 2 - 2 | Chacarita            | Malvinas Argentinas | 8 de septiembre  | 16:30 |
| Independiente (H) | 0 - 2 | Vélez Sarsfield      | Malvinas Argentinas | 9 de septiembre  | 14:30 |
| Policial          | 0 - 2 | Villa Cubas          | Malvinas Argentinas | 9 de septiembre  | 16:30 |
| Independiente (C) | 3 - 2 | Salta Central        | Malvinas Argentinas | 10 de septiembre | 14:30 |
| Sarmiento         | 1 - 2 | San Lorenzo de Alem  | Malvinas Argentinas | 10 de septiembre | 16:30 |

| Salta Central        | 2 - 1 | Sarmiento         | La Leonera                 | 14 de septiembre | 14:30 |
| Américo Tesorieri    | 3 - 0 | Independiente (H) | La Leonera                 | 14 de septiembre | 16:30 |
| Villa Cubas          | 1 - 1 | Rivadavia (H)     | La Leonera                 | 16 de septiembre | 15:30 |
| Ferrocarriles        | 3 - 2 | Independiente (C) | Polideportivo de Chumbicha | 16 de septiembre | 15:30 |
| Chacarita            | 3 - 1 | Parque Daza       | La Leonera                 | 18 de septiembre | 14:30 |
| Vélez Sarsfield      | 0 - 1 | Policial          | Malvinas Argentinas        | 18 de septiembre | 14:30 |
| San Lorenzo de Alem  | 0 - 1 | Juventud Unida    | Malvinas Argentinas        | 18 de septiembre | 16:30 |
| Defensores del Norte | 2 - 1 | Estudiantes       | La Leonera                 | 18 de septiembre | 16:30 |

| Parque Daza       | 0 - 2 | San Lorenzo de Alem  | Malvinas Argentinas | 22 de septiembre | 14:30 |
| Rivadavia (H)     | 0 - 2 | Vélez Sarsfield      | La Leonera          | 22 de septiembre | 14:30 |
| Juventud Unida    | 1 - 2 | Salta Central        | La Leonera          | 22 de septiembre | 16:30 |
| Sarmiento         | 2 - 3 | Ferrocarriles        | Malvinas Argentinas | 22 de septiembre | 16:30 |
| Policial          | 0 - 5 | Américo Tesorieri    | Malvinas Argentinas | 23 de septiembre | 14:30 |
| Independiente (H) | 1 - 1 | Estudiantes          | La Leonera          | 23 de septiembre | 14:30 |
| Independiente (C) | 1 - 0 | Villa Cubas          | La Leonera          | 23 de septiembre | 16:30 |
| Chacarita         | 0 - 4 | Defensores del Norte | Malvinas Argentinas | 23 de septiembre | 16:30 |

| Salta Central        | 3 - 1 | Parque Daza       | La Leonera                 | 29 de septiembre | 14:30 |
| Defensores del Norte | 5 - 1 | Independiente (H) | Malvinas Argentinas        | 29 de septiembre | 15:00 |
| Vélez Sarsfield      | 0 - 3 | Independiente (C) | La Leonera                 | 29 de septiembre | 16:30 |
| Estudiantes          | 1 - 1 | Policial          | Malvinas Argentinas        | 29 de septiembre | 17:00 |
| Ferrocarriles        | 1 - 0 | Juventud Unida    | Polideportivo de Chumbicha | 30 de septiembre | 15:30 |
| San Lorenzo de Alem  | 5 - 2 | Chacarita         | Malvinas Argentinas        | 1 de octubre     | 15:00 |
| Villa Cubas          | 8 - 1 | Sarmiento         | La Leonera                 | 1 de octubre     | 16:00 |
| Américo Tesorieri    | 3 - 2 | Rivadavia (H)     | Malvinas Argentinas        | 1 de octubre     | 17:00 |

| Parque Daza         | 2 - 3 | Ferrocarriles        | La Leonera          | 5 de octubre | 14:30 |
| Rivadavia (H)       | 1 - 1 | Estudiantes          | La Leonera          | 5 de octubre | 16:30 |
| Sarmiento           | 1 - 1 | Vélez Sarsfield      | La Leonera          | 6 de octubre | 14:30 |
| Chacarita           | 1 - 2 | Salta Central        | Malvinas Argentinas | 6 de octubre | 15:00 |
| Policial            | 1 - 0 | Independiente (H)    | La Leonera          | 6 de octubre | 16:30 |
| San Lorenzo de Alem | 1 - 5 | Defensores del Norte | Malvinas Argentinas | 6 de octubre | 17:00 |
| Independiente (C)   | 1 - 2 | Américo Tesorieri    | Malvinas Argentinas | 7 de octubre | 15:30 |
| Juventud Unida      | 3 - 1 | Villa Cubas          | Malvinas Argentinas | 7 de octubre | 17:30 |

| Américo Tesorieri    | 3 - 0 | Sarmiento           | La Leonera                 | 13 de octubre | 14:30 |
| Salta Central        | 2 - 4 | San Lorenzo de Alem | Malvinas Argentinas        | 13 de octubre | 15:00 |
| Villa Cubas          | 6 - 1 | Parque Daza         | La Leonera                 | 13 de octubre | 16:30 |
| Vélez Sarsfield      | 2 - 2 | Juventud Unida      | Malvinas Argentinas        | 13 de octubre | 17:00 |
| Independiente (H)    | 0 - 1 | Rivadavia (H)       | Polideportivo de Chumbicha | 14 de octubre | 14:30 |
| Ferrocarriles        | 2 - 2 | Chacarita           | Polideportivo de Chumbicha | 14 de octubre | 16:30 |
| Estudiantes          | 0 - 1 | Independiente (C)   | Malvinas Argentinas        | 16 de octubre | 15:30 |
| Defensores del Norte | 3 - 2 | Policial            | Malvinas Argentinas        | 16 de octubre | 17:30 |

| Parque Daza         | 0 - 5 | Vélez Sarsfield      | La Leonera          | 20 de octubre | 15:00 |
| San Lorenzo de Alem | 1 - 1 | Ferrocarriles        | Malvinas Argentinas | 20 de octubre | 15:30 |
| Independiente (C)   | 0 - 0 | Independiente (H)    | La Leonera          | 20 de octubre | 17:00 |
| Salta Central       | 2 - 2 | Defensores del Norte | Malvinas Argentinas | 20 de octubre | 17:30 |
| Sarmiento           | 2 - 3 | Estudiantes          | La Leonera          | 21 de octubre | 15:00 |
| Rivadavia (H)       | 2 - 0 | Policial             | Malvinas Argentinas | 21 de octubre | 15:30 |
| Chacarita           | 1 - 3 | Villa Cubas          | La Leonera          | 21 de octubre | 17:00 |
| Juventud Unida      | 3 - 1 | Américo Tesorieri    | Malvinas Argentinas | 21 de octubre | 17:30 |

| Independiente (H)    | 1 - 3 | Sarmiento           | La Leonera                 | 27 de octubre | 15:30 |
| Vélez Sarsfield      | 1 - 0 | Chacarita           | La Leonera                 | 27 de octubre | 17:30 |
| Ferrocarriles        | 2 - 1 | Salta Central       | Polideportivo de Chumbicha | 28 de octubre | 15:30 |
| Policial             | 2 - 1 | Independiente (C)   | Malvinas Argentinas        | 28 de octubre | 15:30 |
| Defensores del Norte | 8 - 1 | Rivadavia (H)       | Malvinas Argentinas        | 28 de octubre | 17:30 |
| Américo Tesorieri    | 6 - 1 | Parque Daza         | Malvinas Argentinas        | 29 de octubre | 15:30 |
| Estudiantes          | 1 - 2 | Juventud Unida      | Malvinas Argentinas        | 29 de octubre | 17:30 |
| Villa Cubas          | 3 - 1 | San Lorenzo de Alem | Malvinas Argentinas        | 31 de octubre | 17:00 |

| Parque Daza         | 1 - 1 | Estudiantes          | Malvinas Argentinas        | 3 de noviembre | 15:30 |
| Juventud Unida      | 3 - 1 | Independiente (H)    | Malvinas Argentinas        | 3 de noviembre | 17:30 |
| Ferrocarriles       | 1 - 1 | Defensores del Norte | Polideportivo de Chumbicha | 4 de noviembre | 15:30 |
| Independiente (C)   | 0 - 1 | Rivadavia (H)        | La Leonera                 | 4 de noviembre | 15:30 |
| Chacarita           | 0 - 2 | Américo Tesorieri    | La Leonera                 | 4 de noviembre | 17:30 |
| Salta Central       | 2 - 4 | Villa Cubas          | Malvinas Argentinas        | 5 de noviembre | 15:30 |
| Sarmiento           | 1 - 1 | Policial             | Malvinas Argentinas        | 6 de noviembre | 15:30 |
| San Lorenzo de Alem | 2 - 0 | Vélez Sarsfield      | Malvinas Argentinas        | 6 de noviembre | 17:30 |

| Vélez Sarsfield      | 3 - 2 | Salta Central       | Malvinas Argentinas | 10 de noviembre | 15:30 |
| Villa Cubas          | 5 - 2 | Ferrocarriles       | La Leonera          | 10 de noviembre | 15:30 |
| Estudiantes          | 2 - 4 | Chacarita           | La Leonera          | 10 de noviembre | 17:30 |
| Defensores del Norte | 1 - 1 | Independiente (C)   | Malvinas Argentinas | 10 de noviembre | 17:30 |
| Rivadavia (H)        | 4 - 1 | Sarmiento           | Malvinas Argentinas | 11 de noviembre | 15:30 |
| Policial             | 1 - 2 | Juventud Unida      | Malvinas Argentinas | 11 de noviembre | 17:30 |
| Independiente (H)    | 2 - 2 | Parque Daza         | Malvinas Argentinas | 14 de noviembre | 15:30 |
| Américo Tesorieri    | 4 - 1 | San Lorenzo de Alem | Malvinas Argentinas | 14 de noviembre | 17:30 |

| Villa Cubas         | 0 - 2 | Defensores del Norte | La Leonera                 | 17 de noviembre | 16:30 |
| Parque Daza         | 1 - 1 | Policial             | Malvinas Argentinas        | 17 de noviembre | 17:30 |
| San Lorenzo de Alem | 5 - 1 | Estudiantes          | Malvinas Argentinas        | 17 de noviembre | 19:30 |
| Ferrocarriles       | 0 - 1 | Vélez Sarsfield      | Polideportivo de Chumbicha | 18 de noviembre | 16:30 |
| Chacarita           | 1 - 1 | Independiente (H)    | Malvinas Argentinas        | 18 de noviembre | 17:30 |
| Juventud Unida      | 2 - 1 | Rivadavia (H)        | Malvinas Argentinas        | 18 de noviembre | 19:30 |
| Sarmiento           | 0 - 4 | Independiente (C)    | Malvinas Argentinas        | 20 de noviembre | 17:00 |
| Salta Central       | 1 - 2 | Américo Tesorieri    | Malvinas Argentinas        | 20 de noviembre | 19:00 |

| Estudiantes          | 3 - 6 | Salta Central       | Malvinas Argentinas | 23 de noviembre | 17:30 |
| Independiente (H)    | 1 - 1 | San Lorenzo de Alem | Malvinas Argentinas | 23 de noviembre | 19:30 |
| Independiente (C)    | 1 - 3 | Juventud Unida      | Malvinas Argentinas | 25 de noviembre | 17:30 |
| Vélez Sarsfield      | 1 - 3 | Villa Cubas         | Malvinas Argentinas | 25 de noviembre | 19:30 |
| Rivadavia (H)        | 1 - 2 | Parque Daza         | La Leonera          | 26 de noviembre | 15:30 |
| Defensores del Norte | 5 - 0 | Sarmiento           | La Leonera          | 26 de noviembre | 17:30 |
| Américo Tesorieri    | 4 - 1 | Ferrocarriles       | Malvinas Argentinas | 26 de noviembre | 17:30 |
| Policial             | 4 - 1 | Chacarita           | Malvinas Argentinas | 26 de noviembre | 19:30 |

| 1. |

|                                             |
| Club Deportivo Américo Tesorieri 18° título |
| Campeón Torneo Anual 2017                   |

## Tabla Conjunta 2017
| Pos.                                          | Equipos                    | APERT. | ANUAL | TOTAL | PJ | PG | PE | PP | GF | GC | DG  |
| --------------------------------------------- | -------------------------- | ------ | ----- | ----- | -- | -- | -- | -- | -- | -- | --- |
| 1.                                            | Defensores del Norte       | 16     | 36    | 52    | 21 | 16 | 4  | 1  | 62 | 22 | 40  |
| 2.                                            | Villa Cubas                | 16     | 32    | 48    | 21 | 15 | 3  | 3  | 69 | 25 | 44  |
| 3.                                            | Américo Tesorieri          | 6      | 38    | 44    | 21 | 14 | 2  | 5  | 58 | 32 | 26  |
| 4.                                            | Juventud Unida             | 6      | 32    | 38    | 21 | 12 | 2  | 7  | 36 | 34 | 2   |
| 5.                                            | Policial                   | 13     | 24    | 37    | 21 | 11 | 4  | 6  | 37 | 32 | 5   |
| 6.                                            | Vélez Sarsfield            | 12     | 24    | 36    | 21 | 11 | 3  | 7  | 34 | 24 | 10  |
| 7.                                            | Ferrocarriles              | 6      | 27    | 33    | 21 | 10 | 3  | 8  | 38 | 42 | -4  |
| 8.                                            | San Lorenzo de Alem        | 5      | 24    | 29    | 21 | 8  | 5  | 8  | 45 | 43 | 2   |
| 9.                                            | Rivadavia (Huillapima)     | 10     | 19    | 29    | 21 | 8  | 5  | 8  | 29 | 33 | -4  |
| 10.                                           | Independiente (Capital)    | 6      | 20    | 26    | 21 | 8  | 2  | 11 | 31 | 31 | 0   |
| 11.                                           | Salta Central              | 6      | 17    | 23    | 21 | 7  | 2  | 12 | 40 | 48 | -8  |
| 12.                                           | Chacarita                  | 6      | 16    | 22    | 21 | 6  | 4  | 11 | 33 | 39 | -6  |
| 13.                                           | Estudiantes de La Tablada  | 12     | 7     | 19    | 21 | 5  | 4  | 12 | 30 | 46 | -16 |
| 14.                                           | Sarmiento                  | 7      | 6     | 13    | 21 | 3  | 4  | 14 | 28 | 61 | -33 |
| 15.                                           | Parque Daza                | 4      | 7     | 11    | 21 | 2  | 5  | 14 | 22 | 58 | -36 |
| 16.                                           | Independiente (Huillapima) | —      | 6     | 6     | 15 | 0  | 6  | 9  | 10 | 33 | -23 |
| Última actualización: 26 de noviembre de 2017 |                            |        |       |       |    |    |    |    |    |    |     |

|  | Campeón del Torneo Anual 2017 y clasificado al Torneo Federal C 2018.                                          |
|  | Campeón del Torneo Apertura 2017, jugará el partido clasificatorio contra el ganador del Petit Torneo.         |
|  | Los equipos que ocupen estas posiciones al finalizar el torneo clasificarán al Petit Torneo.                   |
|  | Excluidos del Petit Torneo, por encontrarse jugando el Torneo Federal A y el Torneo Federal B respectivamente. |

## Tabla de Promedios
| Pos. | Equipos                      | Promedio | APERT. | ANUAL | Total | PJ |
| ---- | ---------------------------- | -------- | ------ | ----- | ----- | -- |
| 1º   | Defensores del Norte         | 2,476    | 16     | 36    | 52    | 21 |
| 2º   | Villa Cubas                  | 2,227    | 17     | 32    | 49    | 22 |
| 3º   | Américo Tesorieri            | 2,000    | 6      | 38    | 44    | 22 |
| 4º   | Juventud Unida de Santa Rosa | 1,727    | 6      | 32    | 38    | 22 |
| 5º   | Policial                     | 1,727    | 14     | 24    | 38    | 22 |
| 6º   | Vélez Sarsfield              | 1,714    | 12     | 24    | 36    | 21 |
| 7º   | Ferrocarriles (Chumbicha)    | 1,571    | 6      | 27    | 33    | 21 |
| 8º   | Rivadavia (Huillapima)       | 1,500    | 13     | 19    | 32    | 22 |
| 9º   | San Lorenzo de Alem          | 1,318    | 5      | 24    | 29    | 22 |
| 10º  | Independiente (Capital)      | 1,238    | 6      | 20    | 26    | 21 |
| 11º  | Salta Central                | 1,181    | 9      | 17    | 26    | 22 |
| 12º  | Chacarita                    | 1,047    | 6      | 16    | 22    | 21 |
| 13º  | Estudiantes de La Tablada    | 0,904    | 12     | 7     | 19    | 21 |
| 14º  | Sarmiento                    | 0,727    | 10     | 6     | 16    | 22 |
| 15º  | Parque Daza                  | 0,523    | 4      | 7     | 11    | 21 |
| 16º  | Independiente (Huillapima)   | 0,400    | —      | 6     | 6     | 15 |

     Descendieron a la Primera B 2018.

## Petit Torneo 2017
|  | Semifinales                  | Semifinales                  | Semifinales                  |                              |                           | Final                     | Final | Final |  |
|  |                              |                              |                              |                              |                           |                           |       |       |  |
|  |                              |                              |                              |                              |                           |                           |       |       |  |
|  | Defensores del Norte         | Defensores del Norte         | 0 (3)                        |                              |                           |                           |       |       |  |
|  | Defensores del Norte         | Defensores del Norte         | 0 (3)                        |                              |                           |                           |       |       |  |
|  | Ferrocarriles (Chumbicha)    | Ferrocarriles (Chumbicha)    | 0 (4)                        |                              |                           |                           |       |       |  |
|  | Ferrocarriles (Chumbicha)    | Ferrocarriles (Chumbicha)    | 0 (4)                        |                              | Ferrocarriles (Chumbicha) | Ferrocarriles (Chumbicha) | 1     |       |  |
|  |                              |                              |                              |                              | Ferrocarriles (Chumbicha) | Ferrocarriles (Chumbicha) | 1     |       |  |
|  |                              |                              | Juventud Unida de Santa Rosa | Juventud Unida de Santa Rosa | 3                         |                           |       |       |  |
|  | Juventud Unida de Santa Rosa | Juventud Unida de Santa Rosa | Juventud Unida de Santa Rosa | Juventud Unida de Santa Rosa | 3                         | 2                         |       |       |  |
|  | Juventud Unida de Santa Rosa | Juventud Unida de Santa Rosa |                              |                              |                           | 2                         |       |       |  |
|  | Vélez Sarsfield              | Vélez Sarsfield              | 1                            |                              |                           |                           |       |       |  |
|  | Vélez Sarsfield              | Vélez Sarsfield              | 1                            |                              |                           |                           |       |       |  |
|  |                              |                              |                              |                              |                           |                           |       |       |  |

- Nota: El campeón del Petit Torneo se enfrentará contra Villa Cubas (Campeón del Apertura 2017), para definir la segunda plaza al Federal C 2018.

### Semifinales
| 29 de noviembre, 18:00 | Juventud Unida                       | 2 - 1   | Vélez Sarsfield  | Malvinas Argentinas, Catamarca |                            |
|                        | Gustavo Farías 1' · Ariel Ortega 59' | Reporte | 33' Carlos Tapia | Árbitro(s): Javier Carrizo     | Árbitro(s): Javier Carrizo |

| 29 de noviembre, 20:00 | Defensores del Norte                                                         | 0 - 0 (3:4 p.)             | Ferrocarriles                                                                     | Malvinas Argentinas, Catamarca |                         |
|                        |                                                                              | Reporte                    |                                                                                   | Árbitro(s): Juan Rivero        | Árbitro(s): Juan Rivero |
|                        |                                                                              | Tiros desde el punto penal |                                                                                   |                                |                         |
|                        | Rodrigo Chávez · Franklin Flores · Abel Chávez · Mayco Coronel · Julio Monge |                            | Maximiliano Luna · Gerasimo Carrizo · Nelson Paredes · José Romero · Hugo Córdoba |                                |                         |

### Final
| 3 de diciembre, 18:00 | Ferrocarriles          | 1 - 3   | Juventud Unida                                              | Malvinas Argentinas, Catamarca |                                |
|                       | José Luis Chumbita 10' | Reporte | 43' Franco Noriega · 85' Jorge Agüero · 89' Lucas Palomeque | Árbitro(s): José Silva Castaño | Árbitro(s): José Silva Castaño |

|                                                   |
| Asociación Juventud Unida de Santa Rosa 8° título |
| Campeón Petit Torneo 2017                         |

## Segunda Plaza al Torneo Federal C 2018
| 9 de diciembre, 17:00 | Villa Cubas                                      | 4 - 2   | Juventud Unida                        | Malvinas Argentinas, Catamarca |                             |
|                       | Miguel Rizzardo 23' · Sergio Lencina 57' 67' 76' | Reporte | 45' Gustavo Farías · 79' Jorge Agüero | Árbitro(s): Jerónimo Toledo    | Árbitro(s): Jerónimo Toledo |

## Goleadores
| Gustavo Luján              | Américo Tesorieri          | 17 |
| Miguel Rizzardo            | Villa Cubas                | 14 |
| Lucas Romero               | Américo Tesorieri          | 12 |
| Abel Chávez                | Defensores del Norte       | 11 |
| Jorge Agüero               | Juventud Unida             | 9  |
| Rodrigo Chávez             | Defensores del Norte       | 9  |
| Alan Agüero                | Villa Cubas                | 7  |
| Franco Contreras           | Salta Central              | 7  |
| Matías Oliva               | Sarmiento                  | 7  |
| Sergio Lencina             | Villa Cubas                | 7  |
| Tomás Moya                 | Vélez Sarsfield            | 7  |
| Airton Martínez            | San Lorenzo de Alem        | 6  |
| Cristian Luján             | Villa Cubas                | 6  |
| Damián Nieva               | Salta Central              | 6  |
| David Monge                | Defensores del Norte       | 6  |
| Exequiel Díaz Elena        | Defensores del Norte       | 6  |
| Fabricio Cano              | Estudiantes de La Tablada  | 6  |
| Gonzalo Miranda            | San Lorenzo de Alem        | 6  |
| José Romero                | Ferrocarriles              | 6  |
| Luis Castillo              | Policial                   | 6  |
| Maximiliano Luna           | Ferrocarriles              | 6  |
| Sergio Herrera             | Américo Tesorieri          | 6  |
| Maximiliano Nieva          | Juventud Unida             | 5  |
| Adrian Bustamante          | Villa Cubas                | 4  |
| Adrian Coronel             | Independiente (Huillapima) | 4  |
| José Guzmán                | Salta Central              | 4  |
| José Montalván             | Independiente (Capital)    | 4  |
| José Silveria              | Independiente (Huillapima) | 4  |
| Lucas Ahumada              | Vélez Sarsfield            | 4  |
| Rafael Rodríguez           | Independiente (Capital)    | 4  |
| Sergio Ruiz                | San Lorenzo de Alem        | 4  |
| William Herrera            | Independiente (Capital)    | 4  |
| Alexis Casas               | Chacarita                  | 3  |
| Axel Romero                | Chacarita                  | 3  |
| Cristian Salcedo           | Salta Central              | 3  |
| Enzo Moya                  | Defensores del Norte       | 3  |
| Franco Arrascaeta          | Independiente (Capital)    | 3  |
| Gastón Carrizo             | Américo Tesorieri          | 3  |
| Gastón Sosa Orellana       | Juventud Unida             | 3  |
| Jonathan Trejo             | Américo Tesorieri          | 3  |
| José Chumbita              | Ferrocarriles              | 3  |
| Nelson Cordero             | Chacarita                  | 3  |
| Pablo Torres               | Estudiantes de La Tablada  | 3  |
| Sebastián Silva            | Rivadavia (Huillapima)     | 3  |
| Agustín Romero             | Rivadavia (Huillapima)     | 2  |
| Ariel Ortega               | Juventud Unida             | 2  |
| Braian Barrionuevo         | Parque Daza                | 2  |
| Braian Olivera             | Policial                   | 2  |
| Carlos Tapia               | Vélez Sarsfield            | 2  |
| Cristian de Torres         | Rivadavia (Huillapima)     | 2  |
| Exequiel Pugliese          | Vélez Sarsfield            | 2  |
| Ezequiel Zerdán            | Rivadavia (Huillapima)     | 2  |
| Facundo Chazampi           | Parque Daza                | 2  |
| Facundo Orellana           | Villa Cubas                | 2  |
| Federico Álamo Martínez    | San Lorenzo de Alem        | 2  |
| Franco Noriega             | Juventud Unida             | 2  |
| Gerasimo Carrizo           | Ferrocarriles              | 2  |
| Germán Hernández           | Policial                   | 2  |
| Gonzalo Castro             | Policial                   | 2  |
| Gustavo Farías             | Juventud Unida             | 2  |
| Jairo Flores               | Defensores del Norte       | 2  |
| Juan López                 | Sarmiento                  | 2  |
| José Sánchez               | Villa Cubas                | 2  |
| Julio Monge                | Defensores del Norte       | 2  |
| Laureano Palavecino        | Independiente (Capital)    | 2  |
| Leonardo Agüero            | Parque Daza                | 2  |
| Lucas Cipolletti           | Sarmiento                  | 2  |
| Lucas Tapia                | Juventud Unida             | 2  |
| Lucas Verón                | Salta Central              | 2  |
| Marcos Palacios            | Estudiantes de La Tablada  | 2  |
| Mariano Mamaní             | Vélez Sarsfield            | 2  |
| Mario Arias Plaza          | Chacarita                  | 2  |
| Nahuel Cuello              | Policial                   | 2  |
| Neri Sigampa               | Villa Cubas                | 2  |
| Nestor Ríos                | Independiente (Capital)    | 2  |
| Ramón Toledo               | Rivadavia (Huillapima)     | 2  |
| Roberto Saquilán           | Chacarita                  | 2  |
| Sergio Hernaiz Pérez       | Sarmiento                  | 2  |
| Sergio Silva               | Rivadavia (Huillapima)     | 2  |
| Alberto Córdoba            | San Lorenzo de Alem        | 1  |
| Alejandro Bazán            | Vélez Sarsfield            | 1  |
| Axel Aranda                | Américo Tesorieri          | 1  |
| Claudio Galíndez           | Villa Cubas                | 1  |
| Damián Altamirano          | Parque Daza                | 1  |
| Damián Romero              | Sarmiento                  | 1  |
| David Vera                 | Villa Cubas                | 1  |
| Diego Barros               | Defensores del Norte       | 1  |
| Diego Leiva                | Rivadavia (Huillapima)     | 1  |
| Diego Rearte               | Policial                   | 1  |
| Diego Vergara Seco         | Chacarita                  | 1  |
| Enzo Guerra                | Independiente (Capital)    | 1  |
| Fabricio Reyes             | Independiente (Capital)    | 1  |
| Fabricio Rodríguez         | Juventud Unida             | 1  |
| Facundo Sosa               | Sarmiento                  | 1  |
| Fernando Novillo           | Chacarita                  | 1  |
| Federico Barros            | Salta Central              | 1  |
| Fernando Silva             | Parque Daza                | 1  |
| Fernando Silva             | Vélez Sarsfield            | 1  |
| Francisco Bustamante       | Villa Cubas                | 1  |
| Franco Gómez               | San Lorenzo de Alem        | 1  |
| Franco Maximiliano Salcedo | Salta Central              | 1  |
| Franco Orellana            | Salta Central              | 1  |
| Franco Suárez              | Juventud Unida             | 1  |
| Gabriel Romero             | Chacarita                  | 1  |
| Gastón Leiva               | Rivadavia (Huillapima)     | 1  |
| Gerardo Reartes            | Ferrocarriles              | 1  |
| Gonzalo Aranda             | Américo Tesorieri          | 1  |
| Gonzalo Lizárraga          | Salta Central              | 1  |
| Gustavo Reinoso            | Américo Tesorieri          | 1  |
| Héctor Vega                | Independiente (Huillapima) | 1  |
| Hernán Figueroa            | Estudiantes de La Tablada  | 1  |
| Hugo Córdoba               | Ferrocarriles              | 1  |
| Hugo Romero                | Ferrocarriles              | 1  |
| Iván Carrizo               | Américo Tesorieri          | 1  |
| Jonathan Ochoa             | Defensores del Norte       | 1  |
| Jonathan Rasgido           | Salta Central              | 1  |
| Juan Cruz Pauletto         | Vélez Sarsfield            | 1  |
| Juan Utrera                | Sarmiento                  | 1  |
| Juan Verón                 | Parque Daza                | 1  |
| Julio Jaime                | Chacarita                  | 1  |
| Julio Ontivero             | Estudiantes de La Tablada  | 1  |
| Julio Ramírez              | Chacarita                  | 1  |
| Kevin Arréguez             | Estudiantes de La Tablada  | 1  |
| Kevin Córdoba              | Policial                   | 1  |
| Leonel Carrión             | San Lorenzo de Alem        | 1  |
| Lucas Bazán                | Salta Central              | 1  |
| Lucas Gutiérrez            | Estudiantes de La Tablada  | 1  |
| Lucas Palomeque            | Juventud Unida             | 1  |
| Luis Chumbita              | Ferrocarriles              | 1  |
| Marcelo Flores             | Parque Daza                | 1  |
| Martín Santander           | Ferrocarriles              | 1  |
| Matías Ance                | Defensores del Norte       | 1  |
| Matías Castro              | Sarmiento                  | 1  |
| Matías Flores              | Policial                   | 1  |
| Matías Martín              | Chacarita                  | 1  |
| Matías Vega                | Parque Daza                | 1  |
| Mauricio Luján             | Estudiantes de La Tablada  | 1  |
| Mauro Velázquez            | Parque Daza                | 1  |
| Maximiliano Mansilla       | Policial                   | 1  |
| Maximiliano Novillo        | Policial                   | 1  |
| Maximiliano Reinoso        | Ferrocarriles              | 1  |
| Nahuel Ahumada             | Villa Cubas                | 1  |
| Nicolás Páez               | Parque Daza                | 1  |
| Omar Bracamonte Medina     | San Lorenzo de Alem        | 1  |
| Omar Véliz                 | Estudiantes de La Tablada  | 1  |
| Pablo Quiroga              | San Lorenzo de Alem        | 1  |
| Pedro Quiroga              | San Lorenzo de Alem        | 1  |
| Ramón Luna                 | Ferrocarriles              | 1  |
| Raúl Rivero                | Estudiantes de La Tablada  | 1  |
| Ricardo Quintero           | Rivadavia (Huillapima)     | 1  |
| Roberto Romero             | Chacarita                  | 1  |
| Rodolfo Aybar              | Salta Central              | 1  |
| Wadi Salman                | Chacarita                  | 1  |
| Walter Luján               | San Lorenzo de Alem        | 1  |
| Walter Beltrán             | Vélez Sarsfield            | 1  |
| Walter Romero              | Ferrocarriles              | 1  |

## Autogoles
| Lista de Autogoles | Lista de Autogoles | Lista de Autogoles | Lista de Autogoles |
| Jugador            | Equipo             | Rival              | Goles              |
| ------------------ | ------------------ | ------------------ | ------------------ |
| Gerardo Más        | Sarmiento          | Parque Daza        | 1                  |
| Juan Pablo Verón   | Parque Daza        | Policial           | 1                  |
| Mauricio Vargas    | Ferrocarriles      | Policial           | 1                  |